# 대안구역
대안구역(大安區域)은 조선민주주의인민공화국 남포시 서남부에 있는 구역이다. 평안남도 대안군을 개칭한 구역이다.

## 지리
대동강의 하류에 있으며, 동쪽은 평양시 강남군, 서쪽은 룡강군, 북쪽은 강서구역, 천리마구역과 접한다.

## 역사
- 해방 전에는 강서군의 성암면과 룡강군의 오신면, 다미면에 해당했다
- 1978년 3월 - 강서군의 대안노동자구, 강서읍, 보산노동자구, 강선노동자구 등을 합병해 대안시(31개동)를 신설했다.
- 1979년 12월 - 남포직할시에 속하게 되었다
- 1983년 3월 - 대안구역으로 개칭되었고 룡강군의 일부를 편입하였다.
- 2004년 1월 - 천리마구역, 강서구역과 함께 군으로 승격되면서 룡강군과 함께 평안남도에 편입되었다.

## 공업
변압기, 발전기 등의 전기계 공업이 활발하다. 1961년에는 대안 전기 공장에 김일성이 사회주의 공장 관리 시스템('대안의 사업체계')을 도입했다. 2005년에는 중국 기업과의 합작으로 유리 정제 공장이 건설되었다.

## 행정 구역
8동 3리로 구성된다.
- 덕성동 (德性洞)
- 충성동 (忠誠洞)
- 금산동 (金山洞)
- 옥수동 (玉水洞)
- 대안동 (大安洞)
- 은덕동 (恩德洞)
- 대정동 (大井洞)
- 새마을동
- 오신리 (吾新里)
- 월매리 (月梅里)
- 다미리 (多美里)